# Clarence Griffin

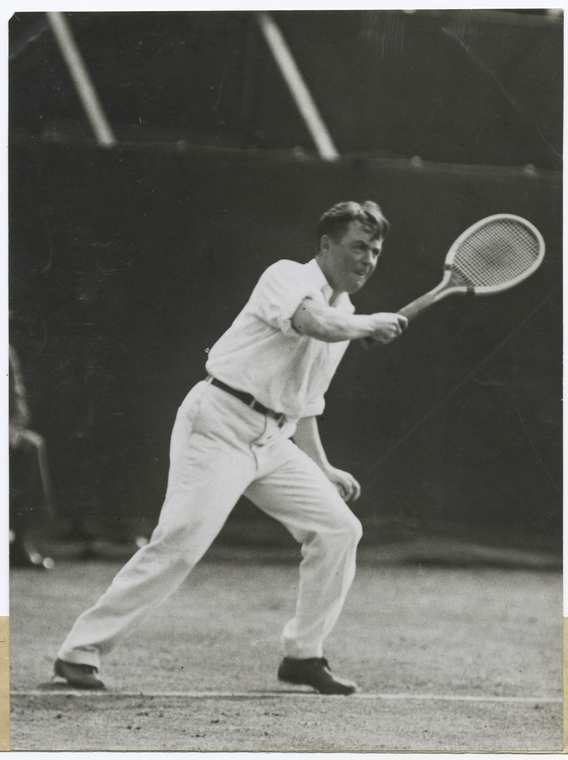
Clarence Griffin

Clarence "Peck" James Griffin, född 19 januari 1888, San Francisco, Kalifornien, död 28 mars 1973 var en amerikansk högerhänt tennisspelare med störst framgångar i dubbel. 
Griffin upptogs 1970 i International Tennis Hall of Fame

## Tenniskarriären
Clarence Griffin rankades som en av USA:s 10 bästa tennisspelare 1915-16 och 1920. Som bäst var han nummer 6 (1916 och 1920). 
Sin första final i Amerikanska mästerskapen nådde Griffin 1913 i dubbel tillsammans med John Strachan. Paret mötte där landsmännen Maurice McLoughlin/Tony Bundy som vann med siffrorna 6-4, 7-5, 6-1. Däremot vann Griffin/Strachan dubbeltiteln i amerikanska grusmästerskapen samma år. Säsongen därpå, 1914 vann Griffin också singeltiteln i amerikanska grusmästerskapen. 
Spelsäsongen 1915 ställde Griffin upp i herrdubbeln i Amerikanska mästerskapen tillsammans med landsmannen och världsettan Bill Johnston. Paret nådde finalen som de vann över 1913 års mästare McLoughlin/Bundy (6-2, 3-6, 4-6, 6-3, 6-3). Griffin/Johnston upprepade segern 1916 (finalseger över Mcloughlin/W. Dawson, 6-4, 6-3, 5-7, 6-3) och 1920 (finalseger över W Davis/R. Roberts, 6-2, 6-2, 6-3).

## Spelaren och personen
.

## Grand Slam-titlar
- Amerikanska mästerskapen
  - Dubbel - 1915, 1916, 1920